# Olly (chanteur italien)
Olly, nom de scène de Federico Olivieri, est un chanteur, rappeur et auteur-compositeur italien, né le 5 mai 2001 à Gênes. Il est sélectionné comme l'un des six lauréats de Sanremo Giovani 2023 avec la chanson L'anima balla, puis en compétition au Festival de Sanremo 2023 avec la chanson  Polvere et remporte le Festival de musique de Sanremo 2025 avec la chanson « Balorda nostalgia ».

## Biographie
Federico Olivieri est né à Gênes d'un père avocat et d'une mère magistrat. Sa famille s'installe dans le quartier de Foce. Il s'inscrit au Conservatoire Niccolò Paganini de Gênes, où il étudie la musique et le chant. Il déménage à Milan et obtient son diplôme universitaire en commerce et gestion en 2022.

## Carrière
La carrière musicale d'Olly  commence en 2016, lorsqu'il  forme le collectif de musique Madmut Branco, avec lequel il sort son premier projet musical, Piacere Mixtape. En 2017, il sort son premier projet solo, un EP intitulé Namaste, en collaboration avec Matsby. Cette année-là, il  participe au single « Chiara Ferragni » du musicien génois Alfa. L'année suivante, il sort son deuxième EP, CRY4U, et son premier single, Bla-Bla Car.
En 2021, il poste une reprise de la chanson « La notte » d' Arisa sur Instagram. La vidéo est publiée en single puis sorti sous le nom « La notte (RMX) », en collaboration avec Arisa. Au printemps de la même année, il obtient son premier contrat d'enregistrement avec le label Aleph Records, distribué par Epic Records pour Sony Music. En  juillet 2021, il est nommé « Artiste du mois » par MTV New Generation.
En septembre 2022, il assure la première partie du concert de Blanco à Gênes. Il fait partie de l'un des 12 groupes sélectionnés pour concourir à Sanremo Giovani 2022, un concours télévisé visant à sélectionner six nouveaux venus comme candidats au Festival de musique de Sanremo 2023. Sa chanson, « L'anima balla » est finaliste et  accède à la compétition principale du festival. Son œuvre, « Polvere », termine à la 24e place,. Après le festival, il sort son premier album studio, Gira, il mondo gira.
En octobre 2024, il sort son deuxième album studio, Tutta vita, qui obtient le statut de platine FIMI,. En décembre, il est annoncé  au Festival de musique de Sanremo 2025 avec la chanson « Balorda nostalgia » et remporte le festival.
Federico Olivieri a joué au rugby dans sa jeunesse.
Le 22 février 2025 il annonce qu'il ne représentera pas l'Italie au Concours Eurovision de la chanson 2025 et est remplacé par Lucio Corsi.

## Controverses
En 2023, le chanteur s'est excusé pour son comportement  homophobe à la suite de la diffusion sur les réseaux sociaux d'une vidéo d'un rap freestyle qu'il a interprété en 2019, à l'âge de dix-huit ans, dans laquelle il utilise un terme désobligeant envers les homosexuels  confondant homosexualité et VIH/SIDA,.
Le chanteur a été critiqué pour avoir encouragé par ses paroles la violence envers les femmes. À la suite du meurtre de Giulia Cecchettin, il a changé les paroles de la chanson concernée « Mai e poi mai » lors d'un concert donné à la Fabrique Milano. Le texte original  « Je l'épouserai ou je la tuerai » et « Je ne la quitterai certainement pas pour être avec toi » a été remplacé par « Je l'épouserai ou je la laisserai partir » et « Pour moi, elle peut faire ce qu'elle veut ».
 